# Samuel Kuffour
Samuel Osei Kuffour (Kumasi, 1976. szeptember 3. –) ghánai válogatott labdarúgó.

## Pályafutása

### Klubcsapatban
Kumasiban született Ghánában. Hazájában kezdte a labdarúgást különböző helyi korosztályos csapatokban, majd 1991-ben, 15 évesen leigazolta a Torino FC ifjúsági csapata, melynek 1991 és 1993 között volt a játékosa. 1993-ban a Bayern München szerződtette, melynek 11 éven keresztül volt a játékosa. Az 1995–96-os szezonban kölcsönadták a Bundesliga 2-ben szereplő Nürnbergnek, majd azt követően visszatért a Bayernhez, ahol az ifjúsági csapatból felkerülve a felnőtt keret meghatározó tagja lett. A bajorokkal 6 bajnoki címet (1997, 1999, 2000, 2001, 2003, 2005) szerzett és négy alkalommal (1998, 2000, 2003, 2005) hódította el csapatával a német labdarúgókupát (DFB Pokal). A 2001-es UEFA-bajnokok ligája győztes csapat kiemelkedő játékosa volt, majd azt követően a 2001-es interkontinentális kupában az ő góljával győzték le a Boca Juniorst 1–0-ra ezzel elhódítva a serleget, Kuffourt pedig a torna legértékesebb játékosának választották. Szerepet kapott az 1999-es bajnokok ligája döntőjében is, ahol két késői góllal vereséget szenvedek a Manchester United ellen és a mérkőzés lefújását követően ütötte a pályát. Ez a jelenet legendássá vált, amellyel kiváltotta a Bayern München szurkolók tiszteletét irányába. A legfiatalabb védő volt, aki gólt szerzett a bajnokok ligájában, 18 évesen és 61 naposan az 1994. november 2-i Szpartak Moszkva elleni mérkőzésen, amely 2–2-es döntetlennel végződött. Kuffour több mint 60 alkalommal lépett pályára az UEFA bajnokok-ligájában, minden idők egyik legértékesebb afrikai játékosaként. Tizenkét szezon és 175 Bundesliga szereplés után Kuffour 2005-ben távozott a Bayerntől. Kuffour left Bayern in 2005.
2005 nyarán három évre szóló szerződést kötött az AS Romával. A 2005–06-os szezonban 21 mérkőzésen lépett pályára, mert a szezon egy részét a válogatottnál töltötte, mellyel készült a 2006-os afrikai nemzetek kupájára. A 2006–07-es idényben kölcsönadták a Livornónak. 89., egyben utolsó európai kupamérkőzését is a Livorno szeneiben játszotta. 2008. január 28-án az Ajax vette kölcsön hat hónapos kölcsönszerződéssel, további két éves opcióval egybekötve. A szerződéshosszabbítás nem történt meg, mert formán kívül volt ekkor és mindössze két mérkőzésen kapott lehetőséget. Visszatért a Romához, ahol Luciano Spalletti vezetőedző sem számolt vele a továbbiakban, így szabadon igazolhatóvá vált. Augusztusban úgy gondolták, hogy Kuffour az orosz labdarúgó-bajnokságban szereplő FK Himkihez csatlakozott. Ügynöke azonban szeptember 10-én bejelentette, hogy azonnali hatállyal visszavonult a profi futballtól. Kuffour visszautasította a hírt, és kijelentette, hogy folytatni kívánja pályafutását; 2009 januárjában kapcsolatba került a Major League Soccer csapatával, a Chicago Fire SC-vel – az amerikai Sports to Develop Destitute vezérigazgatója azt állította, hogy segített a játékosnak az üzlet véglegesítésében.
2009 áprilisában Kuffour 19 évet követőn visszatért Ghánába, ahol az Asante Kotoko együttesével kötött három hónapos szerződést. 2009 végén azonban visszavonult anélkül, hogy egyetlen hivatalos mérkőzést játszott volna a klubban.

### A válogatottban
1993 és 2006 között 54 mérkőzésen szerepelt a jamaicai válogatottban és 3 gólt szerzett. Részt vett az 1992. és az 1996. évi nyári olimpiai játékokon, az 1996-os, az 1998-as, a 2000-es, a 2002-es és a 2006-os afrikai nemzetek kupáján, valamint a 2006-os világbajnokságon, ahol az Olaszország elleni csoportmérkőzésen kezdőként lépett pályára.

## Sikerei, díjai
Bayern München
- Német bajnok (6): 1996–97, 1998–99, 1999–2000, 2000–01, 2002–03, 2004–05
- Német kupagyőztes (4): 1997–98, 1999–2000, 2002–03, 2004–05
- Német ligakupagyőztes (2): 2000, 2004
- UEFA-bajnokok ligája győztes (1): 2000–01
- Interkontinentális kupa (1): 2001

Ghána
- U17-es világbajnok (1): 1991
- Olimpiai bronzérmes (1): 1992

Egyéni
- CAF Minden idők 30 legjobb afrikai játékosa[12]
- Az év ghánai labdarúgója (3): 1998, 1999, 2001
- Az Interkontinentális kupa legértékesebb játékosa díj (1): 2001[13]
- Az év afrikai labdarúgója (BBC) (1): 2001[14]
- Afrikai nemzetek kupája álomcsapatának a tagja
- IFFHS minden idők legjobb afrikai csapatának a tagja: 2021[15]